# Cuộc bao vây Constantinople (717-718)

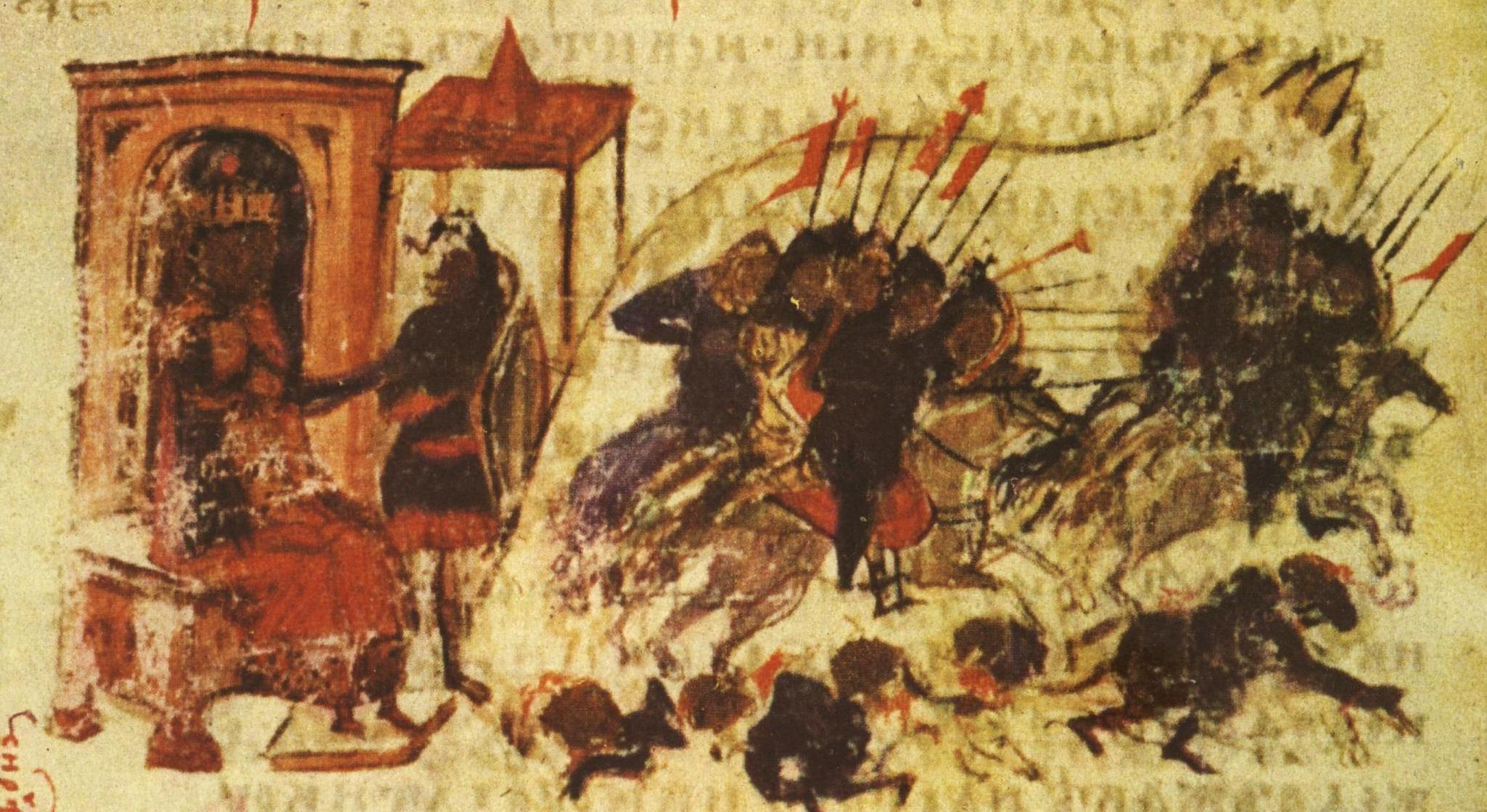
Cuộc bao vây Constantinople (717-718)

Cuộc bao vây lần thứ nhì của người Ả Rập đối với Constantinople trong các năm 717-718 là một cuộc tấn công phối hợp trên bộ và trên biển của người Ả Rập thuộc Umayyad Caliphate chống lại thành phố thủ đô của Đế chế Byzantine, Constantinople. Chiến dịch đánh dấu đỉnh cao của hai mươi năm của các cuộc tấn công và chiếm đóng của người Ả Rập tiến vào các vùng đất biên giới Byzantine, trong khi sức mạnh Byzantine suy sụp bởi cuộc khủng hoảng nội bộ kéo dài. Trong năm 716, sau nhiều năm chuẩn bị, người Ả Rập, do Maslama ibn Abd al-Malik chỉ huy, đã xâm chiếm Byzantine Tiểu Á. Người Ả Rập ban đầu hy vọng sẽ khai thác xung đột dân sự Byzantine và tạo ra chính nghĩa chung với tướng Leo III của Isauria, người đã đứng lên chống lại Hoàng đế Theodosius III. Tuy nhiên, Leo, đã lừa dối họ và bảo đảm ngai vàng Byzantine cho chính mình.
Sau khi qua mùa đông ở vùng bờ biển phía tây của vùng Tiểu Á, quân đội Ả Rập vượt biên giới vào Thrace vào đầu mùa hè năm 717 và xây dựng tuyến bao vây phong tỏa thành phố, được bảo vệ bởi các bức tường Theodosia lớn. Các hạm đội Ả Rập, đi kèm với quân đội và lục quân có ý đồ hoàn tất phong tỏa thành phố bằng đường biển, đã bị hải quân Byzantine vô hiệu hóa ngay khi đến thông qua việc sử dụng lửa Hy Lạp.
Điều này cho phép Constantinople được tiếp tế bằng đường biển, trong khi quân đội Ả Rập đã bị tê liệt bởi nạn đói và bệnh tật trong mùa đông giá rét bất thường sau đó. Vào mùa xuân, 718, hai đội quân Ả Rập được phái tới tiếp viện đã bị đánh tan bởi quân Byzantine sau khi hạm đội Kitô giáo của họ đào thoát, và một đội quân thêm gửi xuyên qua Tiểu Á đã phục kích và đánh bại.
Cùng với các cuộc tấn công bởi quân Bulgar từ phía sau họ, quân Ả Rập đã bị buộc bỏ bao vây vào ngày 15 tháng 8 năm 718. Trên hành trình trở về, hạm đội Ả Rập đã gần như bị phá hủy bởi thiên tai và các cuộc tấn công Byzantine.